# Libnotes duyagi
Libnotes duyagi är en tvåvingeart som först beskrevs av Alexander 1929.  Libnotes duyagi ingår i släktet Libnotes och familjen småharkrankar. Inga underarter finns listade i Catalogue of Life.